# Yuya (YouTuber)
Mariand Castrejon Castañeda (sinh ngày 13 tháng 3 năm 1993), thường được biết đến nhiều hơn với tên Yuya, là một vlog đẹp YouTube người Mexico. Năm 2017, cô đứng thứ 27 trên YouTube, người nổi tiếng nhất trong danh mục đẹp và kiểu dáng, và người dùng YouTube nổi tiếng nhất ở Mexico, với hơn 19 triệu người đăng ký. Người ta ước tính rằng Yuya kiếm được 41,000 Đô la Mỹ một tháng vào năm 2015.

## Sự nghiệp
Yuya đã tạo ra kênh mình, được gọi là "lady16makeup" trong năm 2009 sau khi chiến thắng cuộc thi make-up khi cô mới 16 tuổi.
Vào tháng 3 năm 2016, cô là một trong bảy người nữ tạo YouTube tham gia Sustainable Development Action Campaign của Liên Hợp Quốc, nhằm "đạt được bình đẳng giới và trao quyền cho tất cả phụ nữ."
Yuya đã viết hai cuốn sách: Los secretos de Yuya (2015) và Las confesiones de Yuya (2016). Cô đã phát hành một loại nước hoa có tên là #True vào tháng 7 năm 2015 và bộ sưu tập trang điểm vào tháng 10 năm 2017.

## Cuộc sống
Yuya sinh ra ở Cuernavaca, Morelos, Mexico. Tên của cô, Mariand, là sự kết hợp của tên bố mẹ, Maribel và Andrés. Cô có một em trai, Sergio, người cũng có một kênh YouTube. Chú của cô đã đặt cho cô biệt danh Yuya sau nhân vật truyền hình Mexico la gorda (Fat Yuya).
Cô ấy đang có mối quan hệ với Beto Pasillas, cũng là một Youtuber, nhưng đã chia tay vào tháng 6 năm 2019. Cô bắt đầu hẹn hò với ca sĩ Siddhartha vào tháng 8 năm 2019. Vào ngày 12 tháng 6 năm 2021, Yuya thông báo rằng cô đang mang thai qua Instagram và đăng tải một video trên kênh của mình chia sẻ kinh nghiệm mang thai.